# Stopplaats Fort Westervoort
Fort Westervoort is een voormalige stopplaats aan de Rhijnspoorweg. De stopplaats lag tussen de huidige stations Arnhem Velperpoort en Westervoort en was geopend van 1895 tot 3 juni 1918.